# La Bélgica
La Bélgica es una localidad de Bolivia, capital del municipio de Colpa Bélgica en la provincia Sara del departamento de Santa Cruz. Se encuentra distante 37 km al norte de la ciudad de Santa Cruz de la Sierra.

## Población de la localidad La Bélgica
| Año  | Habitantes | Fuente     |
| ---- | ---------- | ---------- |
| 1992 | 4 615      | Censo 1992 |
| 2001 | 5 031      | Censo 2001 |
| 2012 | 4 575      | Censo 2012 |

## Población del municipio Colpa Bélgica
| Año  | Habitantes | Fuente      |
| ---- | ---------- | ----------- |
| 1992 | 7 692      | Censo 1992  |
| 2001 | 6 273      | Censo 2001  |
| 2012 | 6 069      | Censo 2012  |
| 2017 | 6 293      | Estima 2017 |